# Climat du Soudan

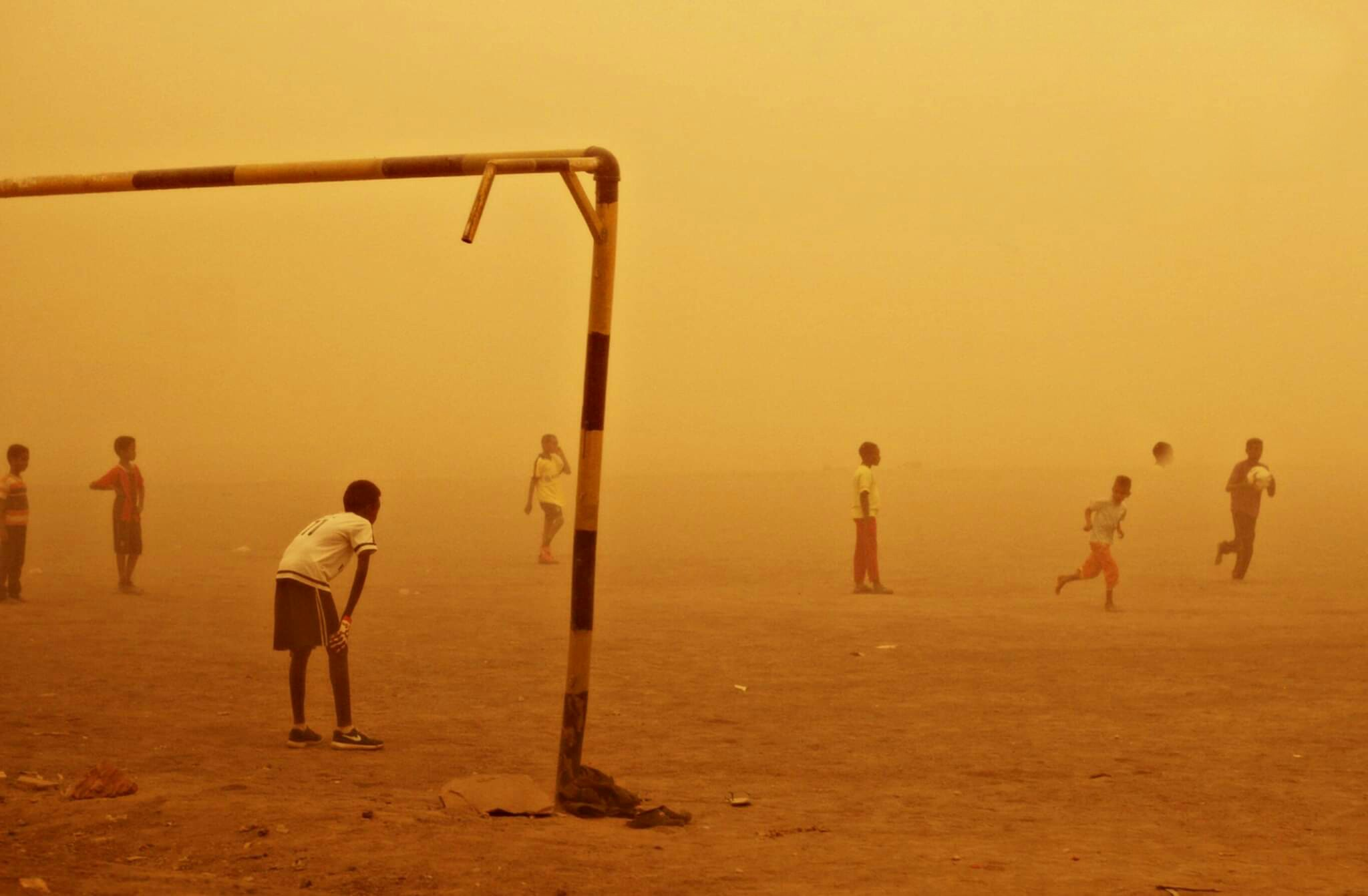
Enfants jouant au football pendant une tempête de sable (mars 2018).

Le climat du Soudan est un climat principalement sec. Il est aride dans le nord, tandis qu'il est tropical dit de « savane », plus au sud. L'extrême sud-ouest est même tropical humide.
Les températures ne varient pas beaucoup avec les saisons quel que soit l'endroit du pays. Les variables climatiques les plus importantes sont les précipitations et la durée de la saison sèche, dont la durée varie en fonction de deux flux d'air prédominants : 
- le premier sec, soufflant vers le nord, venant de la péninsule Arabique,
- le second humide, soufflant du sud-ouest en provenance de la cuvette du fleuve Congo.

## La pluviométrie

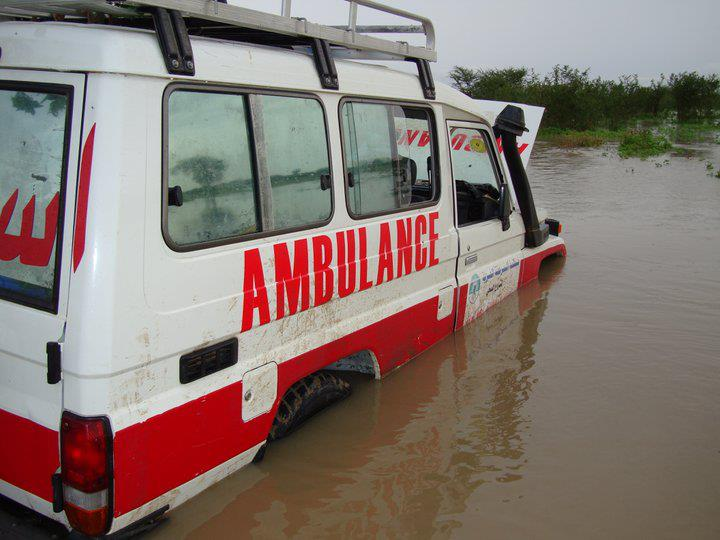
Ambulance franchissant une rivière à la saison des pluies (juillet 2016).

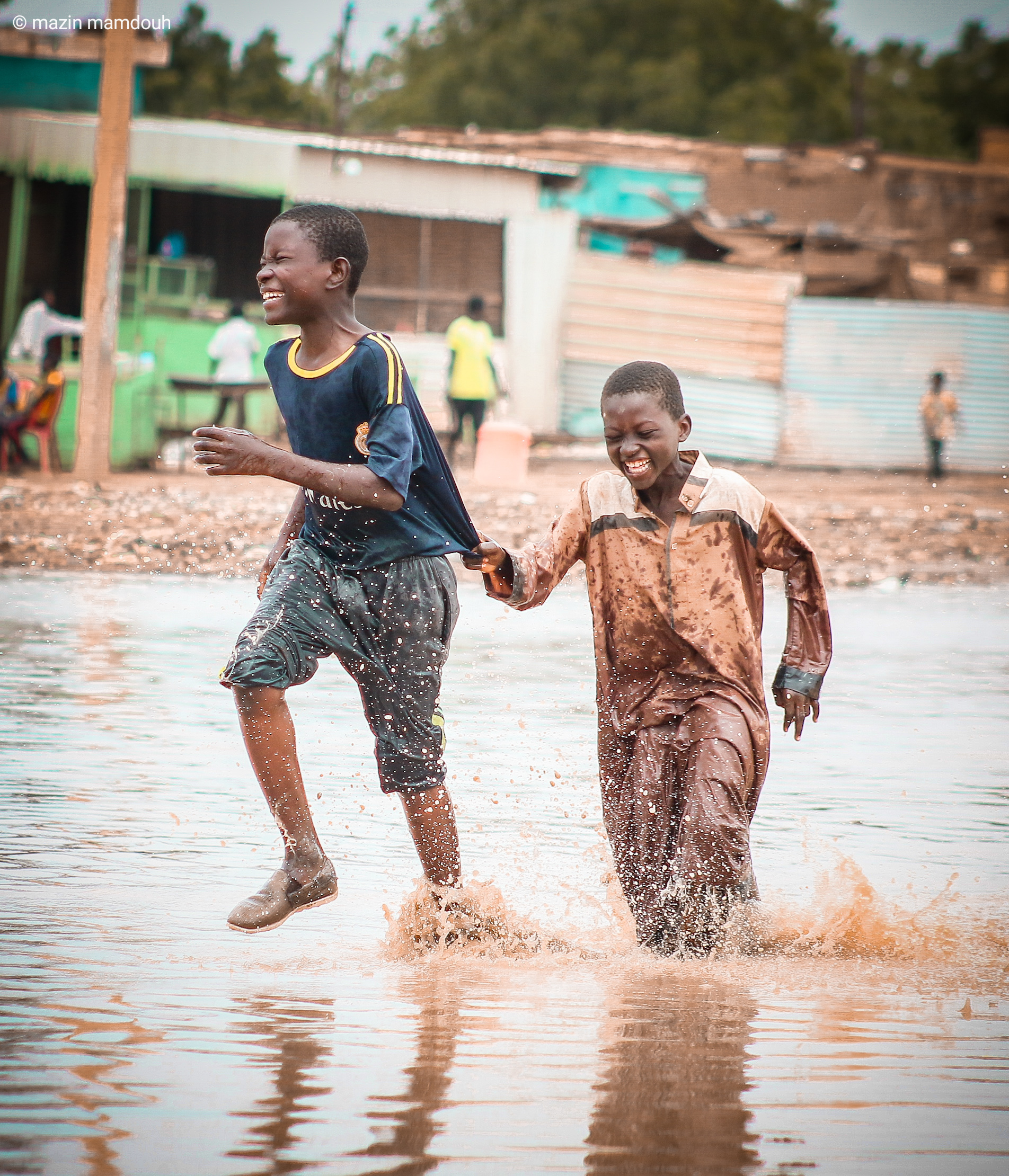
Fortes pluies (juillet 2018).

- De janvier à mars, le pays est sous l'influence de la sécheresse des vents du nord-est. Il n'y a pratiquement pas de précipitations sur tout le pays, sauf pour une petite zone du nord-ouest lorsque les vents en provenance de la Méditerranée apportent de petites pluies.
- En juillet, l'air humide parvient jusqu'à Khartoum.
- En août, il atteint ses limites septentrionales situées habituellement autour d'Abu Hamad. Pendant les années exceptionnelles, l'humidité atteint au nord la frontière égyptienne. Les pluies perdent en intensité et en fréquence en montant vers le nord.
- En septembre, les vents du nord-est commencent à se renforcer et à s'étendre au sud.
- À la fin du mois de décembre, ils soufflent sur l'ensemble du pays. Yambio, près de la frontière avec le Zaïre, est la ville qui possède la plus longue saison des pluies, avec une saison durant en moyenne neuf mois, d'avril à décembre. Elle détient également le record de pluviométrie avec en moyenne 1 142 millimètres.

La durée de la saison des pluies sur la ville de Khartoum n'est, quant à elle, que de trois mois, de juillet à septembre, avec une moyenne annuelle de précipitations de 161 millimètres. Enfin Atbarah ne reçoit que 74 millimètres d'eau, principalement concentrés sur le mois d'août. Les températures sont en principe plus élevées à la fin de la saison sèche, bien qu'au sud ces différences soient faibles.

## Températures
À Khartoum, les mois les plus chauds sont mai et juin, la température peut alors atteindre 48 °C pour une moyenne autour de 41 °C. Les températures sont naturellement plus fraîches en zones montagneuses.
La température de jour pendant la saison sèche dans le centre et le nord du Soudan chute rapidement après le coucher du soleil.
La moyenne de nuit à Khartoum est de 15 °C en janvier, et a même atteint un minimum de 6 °C après le passage d'un front froid en hiver.

## Les tempêtes de sable
De violentes tempêtes de sable appelées haboub, peuvent se déclencher dans le centre du Soudan, là où les vents du nord et les vents humides du sud se rencontrent durant les mois de mai à juillet. Les premières gouttes d'un orage produisent un énorme mur de sable jaune, pouvant réduire la visibilité à zéro.

## Évolution du climat
Depuis quelques années les courants nord-est sont plus forts retardant d'autant la pluie dans le centre du Soudan ; certaines années il peut ne pas pleuvoir du tout. Lorsque cela se produit, sécheresse et famine suivent. Les résultats ont été désastreux pour le peuple soudanais et l'économie, surtout dans les années 1970 et 80.